# Empire (игра, 1972)
Empire — многопользовательская пошаговая стратегическая компьютерная игра, созданная Питером Лэнгстоном в 1972 году для компьютера HP 2100. Оригинальная игра была утеряна, но существует множество независимых реализаций Empire, созданных как самим Лэнгстоном, так и другими энтузиастами для различных платформ.

## Игровой процесс
Empire представляет собой пошаговый варгейм, в котором игроки расширяют свои империи, исследуя и захватывая игровое поле, поделенное на сектора. Контроль над различными секторами даёт игрокам различные ресурсы и материалы, необходимые для производства боевых единиц. Каждый раунд игроки отдают приказы своим армиям.
Игра известна долгими игровыми партиями, которые могут длиться от нескольких дней до нескольких месяцев.

## История
Лэнгстон начал работу над игрой в начале 1970-х годов в Колледже Вечнозелёного штата на компьютере HP 2100. Первоначальным названием игры было «Civilization». Окончательное название «Empire» Лэнгстон позаимствовал у одноименной настольной игры из Рид-колледжа. По заявлению самого Лэнгстона, его игра не базируется на игре Рид-колледжа, а сам он никогда в неё не играл, но слышал общее описание игрового процесса.
У компьютера HP 2100 не было дисплея, а в качестве устройства вывода использовался телетайп. С 1972 по 1974 годы Лэнгстон и другие энтузиасты, одним из которых был Бен Нортон, развивали игру и расширяли её возможности. После того как компьютер был списан и исходный код игры был утерян, Лэнгстон и Нортон независимо создали собственные версии игры.

## Влияние
Журнал Retro Gamer назвал Empire предтечей современных пошаговых стратегий, а издание PC Magazine — «дедушкой» жанра пошаговых стратегических игр о строительстве нации и одной из самых важных игр телетайп-эпохи.